# عامر عمر
عامر عمر (انگلیسی: Amer Omar Bazuhair؛ زادهٔ ۷ ژوئن ۱۹۹۱) یک بازیکن فوتبال اهل امارات متحده عربی است.
از باشگاه‌هایی که در آن بازی کرده‌است می‌توان به باشگاه فوتبال الوحده امارات و تیم ملی فوتبال امارات متحده عربی اشاره کرد.
وی همچنین در تیم ملی فوتبال United Arab Emirates بازی کرده است.